# غازغة (تشيلو)
غازغة (بالفارسية: گزگاه) هي منطقة سكنية تقع في إيران في قسم تشيلو الريفي. يقدر عدد سكانها بـ 35 نسمة .